# 이노우에 유키 (축구인)
이노우에 유키(일본어: 井上 雄幾, 1977년 10월 31일 ~ )는 일본의 전 축구 선수이다.

## 구단 경력
과거 요코하마 플뤼겔스, 제프 유나이티드 이치하라, 몬테디오 야마가타, 방포레 고후, 도치기 SC, 블라우블리츠 아키타, 토난 마에바시에서 활동하였다.